# Michel Doré
Michel Doré, francoski dirkač, * 23. januar 1892, Abbeville, † 4. februar 1945, Abbeville.
Michel Doré je na dirkah za Veliko nagrado prvič sodeloval v sezoni 1924, ko je na dirki za Veliko nagrado Boulogna z dirkalnikom Sénechal GS-Ruby odstopil. V sezoni 1925 je dosegel dve zaporedni zmagi na dirkah Bol d´Or in Grand Prix de M.C.F. Po letu premora je ponovno dirkal v sezoni 1927, ko je dosegel drugo mesto na dirki Grand Prix de la Marne in svojo tretjo in zadnjo zmago na dirki za Veliko nagrado Salona, obakrat z dirkalnikom Corre-La Licorne. Po nekaj letih slabših rezultatov je ponovno zablestel v sezoni 1930, ko je z dirkalnikom Bugatti T37A dosegel tretja mesta na dirkah Velika nagrada Orana, Grand Prix de la Marne in Circuit du Dauphiné, po dirki za 24 ur Spaja 1932, na kateri je odstopil, pa se je upokojil kot dirkač. 